# 바딤 프리스타이코

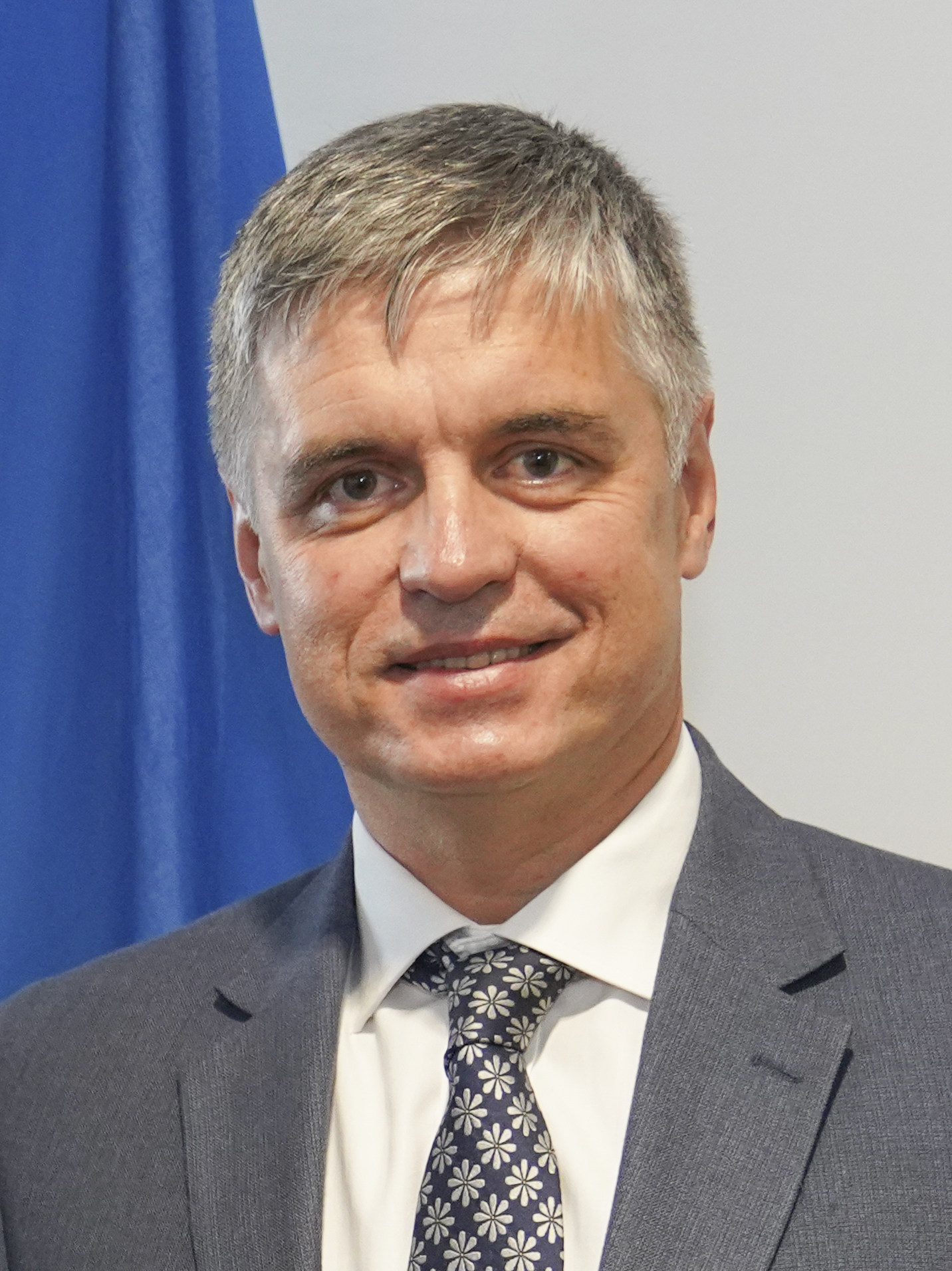
바딤 프리스타이코

바딤 볼로디미로비치 프리스타이코(우크라이나어: Вадим Володимирович Пристайко, 1970년 2월 20일-, 오데사주 킬리야)는 우크라이나의 외교관으로, 영국 주재 우크라이나 특명전권대사이다. 2020년 7월 20일, 볼로디미르 젤렌스키 우크라이나 대통령은 프리스타이코를 영국 주재 우크라이나 특명전권대사에 임명했다.
프리스타이코는 우크라이나의 외무장관과 외무차관을 지낸 인물이다. 프리스타이코는 또한 2014년과 2019년 사이에 캐나다 주재 우크라이나 대사, 2012년과 2014년 사이에 북대서양 조약 기구 우크라이나 사절단장으로 재직한 바 있다. 2019년 5월에는 외교 정책을 책임지는 우크라이나 대통령실 부실장에 올랐으며, 그 해 5월 31일부터 우크라이나 국가안전보장국방회의의 구성원으로 일하고 있다. 2020년 3월부터 6월까지는 우크라이나의 유럽/유로-대서양 통합담당 부총리를 지냈다.